# Algorithme d'Oslo
L´algorithme d'Oslo, ou algorithme de Cohen-Lynch-Riesenfeld, est un algorithme utilisé dans le tracé des B-splines. Il permet d'« affiner » la courbe en augmentant le nombre de points de contrôle.
Son intérêt majeur est de permettre l'insertion de plusieurs nœuds à la fois, contrairement à l'algorithme de Boehm. Néanmoins, sa complexité algorithmique est généralement supérieure à celle de l'algorithme de Boehm.